# Baeckea brevifolia
Baeckea brevifolia är en myrtenväxtart som först beskrevs av Edward Rudge, och fick sitt nu gällande namn av Dc.. Baeckea brevifolia ingår i släktet Baeckea och familjen myrtenväxter. Inga underarter finns listade i Catalogue of Life.